# Tiny Toon Adventures
Steven Spielberg presents Tiny Toon Adventures (também conhecido como Tiny Toon Adventures ou Tiny Toons) é um desenho animado de comédia americana que foi exibida de 14 de setembro de 1990 até 6 de dezembro de 1992 com a Amblin Entertainment e Warner Bros. Animation após ser concebido na década de 1980 por Tom Ruegger. A série animada segue as aventuras de um grupo de personagens de desenhos animados jovens que frequentam a Acme Looniversity, para se tornar a próxima geração de personagens da série Looney Tunes.
O episódio piloto, "Pernalonga apresenta os Tiny Toons", foi ao ar como um especial de horário nobre na CBS americana em 14 de setembro de 1990; enquanto a série em si foi ao ar na syndication de primeira ir ao ar para as duas primeiras temporadas. O final da temporada foi ao ar na Fox Kids americana. A série terminou a produção em 1992 em favor de Animaniacs; no entanto, dois especiais foram produzidos em 1994.

Um reboot intitulado Tiny Toons Looniversity, foi anunciado em outubro de 2020, e lançado em 8 de setembro de 2023.

## Lista de personagens
- Perninha (Buster Bunny), um esperto e divertido coelhinho azul de camisa vermelha inspirado no Pernalonga, é o líder da turminha. Perninha se assemelha ao lado intrépido e inteligente de Pernalonga, às vezes sendo incrivelmente engenhoso em comparação com o seu mentor.
- Lilica (Babs Bunny), uma engraçada coelhinha rosa, de camisa amarela, saia roxa e laços nas orelhas. Ela e Perninha frequentemente dizem “Não somos parentes". Suas constantes mudanças de vestuário e suas imitações de personagens companheiros é uma homenagem à tendência de Pernalonga para se disfarçar para enganar outros personagens.
- Plucky Duck, um patinho verde inspirado em Patolino, adora competir com Perninha. É muito parecido com Patolino e assim como ele engaja-se em vários esquemas, com o objetivo de glória pessoal, mas assim como Patolino também tem seus momentos de heroísmo e boa vontade. Plucky é amigo de Presuntinho e Perninha (embora ele frequentemente irrita Perninha, mais uma vez como Patolino faz com Pernalonga). Plucky anseia constantemente pelo amor de Leiloca Pataquada embora ela tem extremamente pouca paciência para ele
- Presuntinho (Hamton), um porco ingênuo e doce inspirado em Gaguinho, e assim como na relação deste com Patolino, sempre entra nos esquemas de Plucky. A única diferença é que Presuntinho não gagueja muito como Gaguinho. Presuntinho também é mostrado como um obcecado por limpeza.
- Roy Corrói (Dizzy Devil), um filhote de diabo-da-tasmânia lilás guloso inspirado em Taz. Assim como ele, ele gira em círculos e come constantemente. Também como Taz, sua fala geralmente é monossilábica ou composta de ruídos aleatórios.
- Valentino Troca-Tapa (Montana Max), um garoto rico e malvado, inspirado em Eufrazino Puxa-Briga (em frente a mansão de Valentino inclusive a uma estátua de Eufrazino com sacos cheios de dinheiro). Ao contrário de Eufrazino Puxa-Briga, Valentino não tem barba nem bigode, é mostrado para usar o inglês adequado, em vez de usar frases como "não é" e "não é nenhuma". Felícia gosta muito de Valentino, embora ele geralmente sente nada, mas incômodo em direção a ela. Valentino foi o primeiro vilão da série, como visto no episódio piloto. Ele nunca apareceu nos desenhos de Pinky e o Cérebro, não se sabe o que aconteceu com ele, mas é substituído por um menino chamado Rudy Mookich por razões desconhecidas.
- Felícia (Elmyra Duff), uma garotinha amante de animais (e de apertá-los até sufocarem), inspirada em Hortelino Troca-Letras - apesar de amar os animais em vez de caçá-los - e que mais tarde apareceu com Pinky e o Cérebro. Felícia é obcecada em ter os animais como seus bichinhos de estimação, e irá persegui-los ou usar armadilhas para pega-los, a fim de levá-los para a casa dela. É apaixonada por Valentino.
- Frajuto (Furrball), um gatinho azul muito azarado inspirado em Frajola. Sempre se dá mal, seja ao tentar capturar Sweetie ou Atchum ou em outras situações. No início da série ele era um gato de rua, mas depois alternou entre um dos animais da Felícia e ser de propriedade de Maria Melodia. Ao contrário de Frajola, Frajuto raramente fala e, portanto, se assemelha ao Frajola do cartunista Chuck Jones, que é silencioso. Em um papel falado (Cinemaniacs), ele falava igual ao personagem Leonard McCoy numa paródia a Jornada nas Estrelas.
- Fifizinha (Fifi La Fume), uma gambá roxa de sotaque francês, romântica e galanteadora, inspirada em Pepe Le Pew. Apesar da sua elegância e beleza, cheira muito mal, o que explica os fracassos em seus flertes. Fifi muitas vezes persegue e tenta sem sucesso conquistar rapazes que acabaram com listras brancas em suas costas, como ocorreu uma vez com o gato Frajuto. Ela mora em um Cadillac 1959 em um ferro velho. Em alguns episódios aparece como namorada de Presuntinho.
- Leiloca Pataquada (Shirley the Loon), uma pata branca de cabelo loiro inspirada em Shirley MacLaine e Melissa Duck, uma patinha loira que aparece em Duck Twacy e O Pumpernickel Escarlate com Patolino. Ela é razoavelmente inteligente e é obcecada por  parafernália New Age. Quando não está meditando ou adivinhando, Shirley sai com as amigas Lilica Coelho e Fifi La Fume.
- Coiote Coió (Calamity Coyote) e  Bipezinho (Little Beeper), um coiote e um galo-corredor de tênis esportivos que vivem em brigas, inspirados em Papa-Léguas e Wile E. Coyote. Coyote Coió nunca fala, em vez disso ele usa placas para se comunicar. Ao contrário do Papa-Léguas, Bipezinho é capaz de rir e fazer outros sons, mas ele não fala.
- Cuco Dodô (Gogo Dodo), um dodô pirado filho do Dodô que apareceu no curta animado do Gaguinho Porky in Wackyland. Vive na Malucolândia, um lugar surreal comparável às obras de Salvador Dalí.
- Sweetie (Sweetie Pie), uma canária rosa filhote que se estressa fácil, apesar de ter uma aparência doce e inocente, inspirada em Piu-Piu. Ela é regularmente perseguida por Frajuto, assim como Piu-Piu é perseguido por Frajola. Sweetie, por sua vez persegue a minhoca Caruncho com aproximadamente o mesmo sucesso que Frajuto (nenhum). Coloração rosa de Sweetie, sorriso desviante, e personalidade mesquinha parece muito com a de Piu-Piu em sua primeira aparição no curta A Tale of Two Kitties, de 1942.
- Fanhinho (Fowlmouth), um galinho inspirado no Frangolino. É muito tagarela. Em sua primeira aparição ele tinha se curado de falar demais, mas nas suas outras aparições ele já era tagarela de novo.
- Atchum (Li'l Sneezer), um ratinho cinza de fraldas cujos espirros são fortes como um furacão.Baseado no clássico personagem dos curtas da Merrie Melodies o rato Sniffles.
- Relâmpago Rodriguez (Lightning Rodriguez), personagem baseado em Ligeirinho. Apesar disso, Rodriguez fez apenas 2 aparições no programa; uma estava no episódio The Acme Bowl, onde ele é visto cantando com os outros Tiny Toons em torno de uma fogueira à noite antes de jogar contra Perfecto Prep. Sua outra aparição é no episódio You Asked for It, onde Plucky exibe uma máquina que mostra que personagem que os fãs querem ver (Rodriguez é um dos personagens que passam na tela do computador).
- Caruncho (Bookworm), uma minhoca verde de óculos que gosta de ler e é caçada por Sweetie na biblioteca.
- Condorinho (Concord Condor), um condor roxo que tem cara de cansado. É inspirado no Biquinho (o urubu andarilho que às vezes rivalizava com o Pernalonga).
- Marsha (Marsha the Martian), uma marcianinha alegre baseada no Marvin. É a jovem sobrinha de Marvin, o Marciano, e ela só aparece em um episódio, Duck Dodgers Jr, em que Pluck Duck se torna Duck Dodgers Jr, ajudante-mirim de Duck Dodgers (Patolino).
- Maria Melodia (Mary Melody), uma menina que fala cantando. Seu nome é baseado nas Merrie Melodies. Ela também pode ser baseada na Vovó. Maria tem um temperamento doce com quase todo mundo e ela também prefere se misturar com os personagens animais em vez de expulsá-los como Valentino ou espremê-los até a morte como Felícia.
- Perdigueiro (Byron Basset), um cachorro todo enrugado que vive dormindo, e é um dos animais de Felícia. Inspirado no Marco Antônio e Hector, o Bulldog
- Arnoldão (Arnold the Pit Bull), o pitbull brutamontes, segurança do Valentino e inspirado em Arnold Schwarzenegger. Em um episódio possui uma academia de ginástica.

## Videogames
Foram lançados diversos jogos eletrônicos baseado na série. No total foram lançados 18 títulos diferentes por várias empresas diferentes. O primeiro jogo foi Tiny Toon Adventures, lançado em 1991 pela Konami.

## Episódios

### Informações de Transmissão
| País           | Canais de Televisão                                               |
| -------------- | ----------------------------------------------------------------- |
| Estados Unidos | ABC, Kids WB, Cartoon Network, Fox Kids                           |
| Brasil         | Globo, Multishow, Warner Channel, Cartoon Network, SBT e Tooncast |
| Canadá         | YTV                                                               |
| Finlândia      | Nickelodeon                                                       |
| China          | Cartoon Network Asia                                              |
| Coreia do Sul  | KBS 1, Cartoon Network                                            |
| Arábia Saudita | Spacetoon                                                         |
| Austrália      | ABC Kids, Cartoon Network, FOX Kids                               |
| Alemanha       | RTL II, KiKa, Nickelodeon, 2DF                                    |
| Índia          | Cartoon Network India                                             |
| Indonésia      | Global TV, Trans TV, Spacetoon                                    |
| Chile          | Tooncast, Cartoon Network                                         |
| Itália         | Italia 1, Cartoon Network, Rai YoYo, Boomerang, SUPER!            |
| Espanha        | K3                                                                |
| Venezuela      | Cartoon Network, RCTV                                             |
| Portugal       | RTP1                                                              |
| Angola         | Boomerang                                                         |
| Moçambique     | Boomerang                                                         |
| Japão          | TV Tokyo, Cartoon Network                                         |

## Filmes e especiais de televisão
Um filme de longa-metragem foi lançado em direct-to-video em 1992, intitulado Tiny Toon Adventures: How I Spent My Vacation. Mais tarde foi reeditado e exibido como parte da série. A duração do filme é 73 minutos.[carece de fontes?] Fox Broadcasting Company exibiu It's a Wonderful Tiny Toons Christmas Special em horário nobre em 6 de dezembro de 1992. Este episódio é uma paródia de It’s a Wonderful Life embora o episódio de Natal é considerado um especial apenas chama-se isto como é Natal com temas e é apenas um episódio regular. The Tiny Toon Spring Break Special[carece de fontes?] foi ao ar na Fox no horário nobre em 27 de março de 1994. A Fox também exibiu Tiny Toons' Night Ghoulery[carece de fontes?] no horário nobre em 28 de maio de 1995.

## Continuações e Spin-offs
Em 1992, The Plucky Duck Show foi produzido como um spin-off para Fox Kids, baseado no personagem Plucky Duck. Exceto para o episódio de estreia de The Return of Batduck, o show era composto de episódios da série reeditados e centrados em Plucky.[carece de fontes?]
Em 1998, uma continuação intitulada Pinky, Felícia & o Cérebro estreou na Kids' WB. Esta série apresentou a personagem Felícia, bem como Pinky and the Brain, dois personagens que foram originalmente da série Animaniacs, a função desta série era fazer uma transição para os dois estrearem sua própria série Pinky and the Brain. Pinky, Elmyra & the Brain acontece após Cérebro acidentalmente destruir seu lar original, o laboratório ACME durante um experimento que deu errado. Pinky, Elmyra & the Brain durou somente uma temporada de 13 episódios.

## Reboot
Tiny Toons Looniversity foi anunciado em outubro de 2020 como uma reinicialização de Tiny Toon Adventures, apresentando versões mais antigas dos personagens. A nova série é produzida pela Amblin Television e Warner Bros. Animation para o Cartoon Network e HBO Max. Spielberg retornará como produtor executivo ao lado de Sam Register, enquanto o programa será dirigido por Erin Gibson. O programa recebeu um pedido de duas temporadas e está previsto para ser lançado no final de 2022.
No entanto, assim como o revival de Animaniacs, alguns personagens não retornarão, como Elmyra Duff (Felícia no Brasil), que foi confirmada por sua voz original, Cree Summer.

## Curiosidade
- No filme de especial de férias, quando Perninha e Lilica caem na cachoeira, o Superman aparece para salvá-los. Perninha e Lilica dizem para este que ele está no desenho errado e que deve voltar para o seu desenho (como se aparecesse por engano).